# Systematyzacja miast i wsi

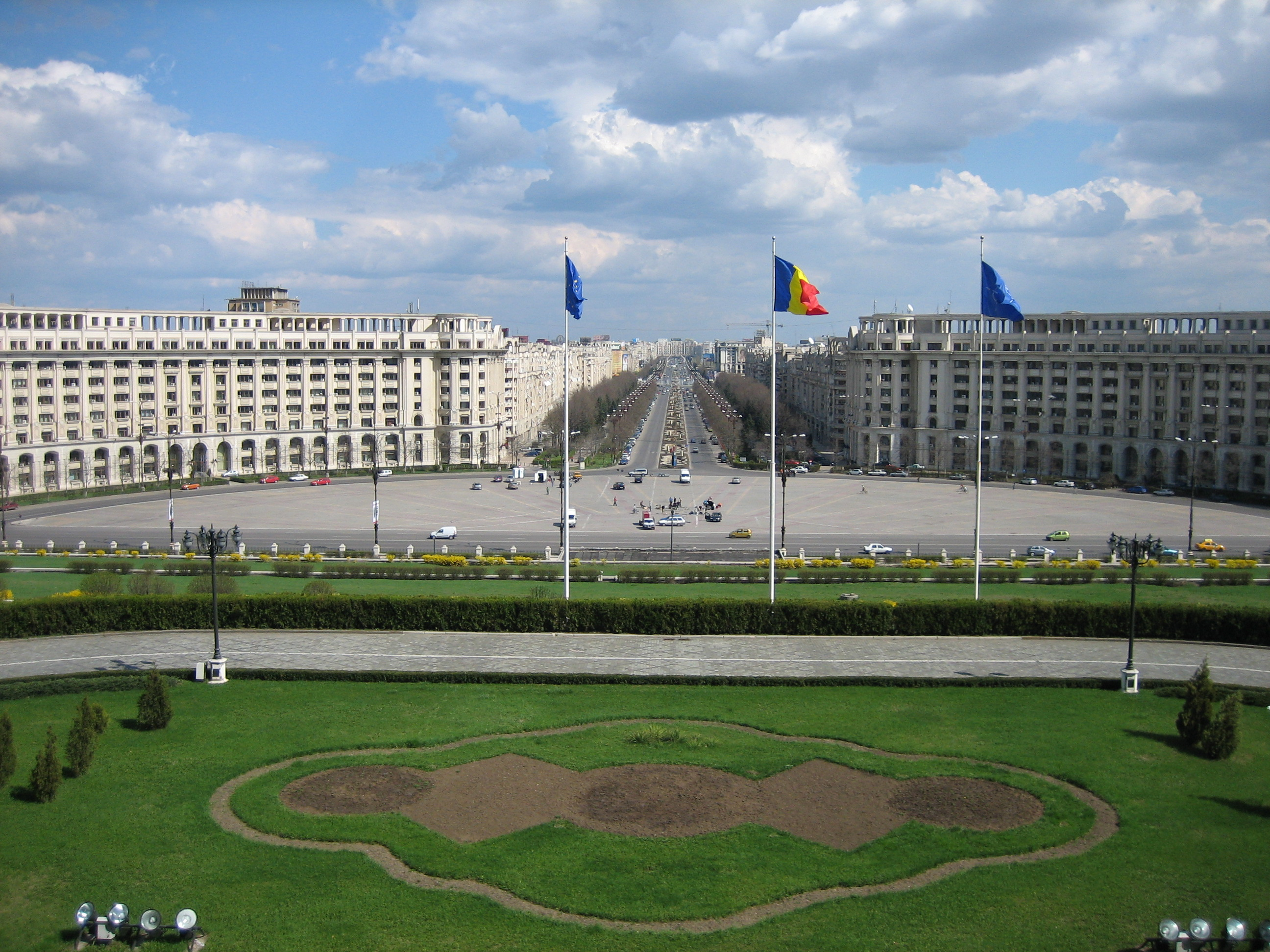
Bulevardul Unirii w Bukareszcie, powstały w miejscu zniszczonej dzielnicy Uranus

Systematyzacja miast i wsi (rum. sistematizarea orașelor și satelor) – program przymusowych przesiedleń ludności z mniejszych miejscowości, głównie wsi, do osiedli rolniczo-przemysłowych i miast, rozpoczęty w 1974 w Rumunii. Wprowadzona przez Wielkie Zgromadzenie Narodowe po wizycie Nicolae Ceaușescu w Korei Północnej, systematyzacja przyniosła wiele negatywnych skutków gospodarczych i społecznych, które odczuwalne są do dziś .

## Historia
W 1971 roku Nicolae Ceaușescu odbył podróż zagraniczną do Korei Północnej, gdzie zapoznał się z doktryną Dżucze. Doktrynę tę zapragnął zaadaptować do rumuńskich warunków, jako że łączyła ona marksistowsko-leninowski model społeczeństwa z silnym nacjonalizmem i gospodarczą autarkią. Program systematyzacji został uchwalony podczas X Kongresu Rumuńskiej Partii Komunistycznej w 1972 roku a następnie przyjęty przez Wielkie Zgromadzenie Narodowe jako ustawa nr 58/1974. Systematyzacja miała w swoich założeniach doprowadzić do społecznej i gospodarczej odnowy Rumunii. Mimo wprowadzenia stosownego prawodawstwa, stan rumuńskiej gospodarki w latach 1970. nie pozwalał na pełną realizację programu. Dopiero fala powodzi w 1975 roku i trzęsienie ziemi w 1977 roku doprowadziły do przyspieszonego wprowadzenia go w życie – przede wszystkim w Bukareszcie, ale także w mniejszych miastach–ośrodkach administracyjnych niewydolnych okręgów, które przebudowano tak, aby mogły przyjąć większą liczbę ludności. Wykorzystując zniszczenia spowodowane przez katastrofy naturalne jako pretekst, wyburzano też budynki zniszczone w niewielkim stopniu, a także w ogóle nietknięte. Przekształcenia centrum stolicy są w Rumunii potocznie nazywane „Ceaușimą”. Do 1989 roku zniszczono i przebudowano przynajmniej 29 miast, wśród nich duże ośrodki, takie jak Botoszany, Gałacz, Jassy, Konstanca, Krajowa, Pitești czy Suczawa.

## Przebieg procesu
Głównym założeniem systematyzacji było to, że mniejsze miejscowości są „nieracjonalne”, a sam proces miał służyć modernizacji rumuńskich obszarów wiejskich, w latach 60. XX wieku charakteryzujących się wysokim poziomem biedy i odpływem ludności . Planowano do roku 1990 podwoić liczbę miast poprzez przekształcanie większych wsi w osiedla rolniczo-przemysłowe o charakterze miejskim (por. osiedle typu miejskiego w Polsce Ludowej) i rozbudowę istniejących miast o wielkie zespoły mieszkaniowe z prefabrykatów, a także przymusowe przesiedlanie ludności z likwidowanych miejscowości. Liczbę wsi odgórnie ograniczano. Zmniejszenie obszaru przeznaczonego pod zabudowę wiejską miało służyć także poprawie warunków dla rolnictwa . Systematyzacja dotknęła również miasta, w których starszą zabudowę burzono, zastępując ją zabudową wielorodzinną . Modelowym przykładem procesu miała być rodzinna wieś Ceaușescu, Scornicești, w której w miejsce wiejskiej, drewnianej zabudowy wybudowano kilkupiętrowe bloki i duży stadion. W wielu regionach realizacja założeń systematyzacji daleka była od spójnej polityki przestrzennej i stanowiła hamulec dla lokalnego rozwoju, głównie przez absurdalne założenia, jak np. wymuszanie budowy domów o przynajmniej dwóch kondygnacjach i ograniczenie wielkości działek do 250 m² .
Po katastrofalnych w skutkach powodziach i trzęsieniu ziemi w drugiej połowie lat 70. XX wieku systematyzacja wkroczyła na szerszą skalę do miast – z powodu braku funduszy inwestycje w obszary wiejskie znacznie ograniczono. Rozpoczęto wyburzanie zabytkowych zespołów staromiejskich, argumentując niszczenie zabudowy tym, jakoby nie spełniały one norm bezpieczeństwa i stanowiły zagrożenie w wypadku kolejnych trzęsień ziemi. W miejsce starówek miały powstać tzw. „centra obywatelskie” (rum. centre civice, l.poj. centru civic). Szczególnie gorliwie projekty systematyzacyjne wdrażano w Bukareszcie, ale wyburzenia i późniejsze przebudowy dotknęły większość dużych ośrodków miejskich.